# Milet
Milet (яп. ミレイ Миреи) — японская певица, подписавшая контракт с Sony Music Entertainment Japan. Она дебютировала с мини-альбомом Inside You EP в 2019 году, и релиз занял 16 место в Oricon Albums Chart. Первый альбом Eyes вышел в 2020 году, и занял первые в чартах как Oricon, так и Billboard Japan. Этому альбом была присуждена золотая сертификация Японской ассоциацией звукозаписывающих компаний (RIAJ) за продажу 100 тысяч копий.

## Карьера
Milet — японская певица и автор песен из Токио, однако своё детство провела в Канаде. Она начала свою карьеру в 2018 году.
6 марта 2019 года в Billboard Live Tokyo состоялось её первое концертное выступление — Milet Special Show Case @Billboard-Live Tokyo. В том же году, несколько её песен использовались в различных произведениях, например, её песни Drown, Prover и Tell me были в заключительных титрах аниме-сериалов Vinland Saga и Fate/Grand Order — Absolute Demonic Front: Babylonia.
Начиная с 4 октября 2020 года, Milet стала диджеем-радиоведущим передачи Music Freaks, выходящей каждое воскресенье с 22:00 до 24:00 (японское стандартное время) из студии радиостанции Осаки FM802. Заявлено, что певица будет ведущей как минимум один год.
12 ноября 2020 года состоялась премьера песни Who I Am на YouTube, которая впоследствии стала заглавной композицией её шестого мини-альбома, с таким же названием, вышедшего 2 декабря 2020 года. Песни Who I Am и The Hardest были использованы в качестве начальной и заключительных тем японской дорамы «Shichinin no Hisho» (яп. 七人の秘書 Ситинин но хисё, «Семь секретарей»).
31 декабря 2020 года Milet дебютировала в популярном ежегодном телевизионном музыкальном шоу 71-м Кохаку ута гассэн.
Её сингл Ordinary Days был использован в качестве финальной темы для дорамы Police in a Pod, которая транслировалась с 7 июля по 15 сентября 2021 года.
8 августа 2021 года она выступила на церемонии закрытия Олимпийских игр 2020 года в Токио. Она исполнила песню Hymne à l’amour, которую в оригинале исполняла Эдит Пиаф.
22 апреля 2022 года Milet выпустила тизер-клип на новый сингл под названием Walkin' in My Lane, который стал заглавной темой для дорамы-адаптации манги Участие в семейных делах. Сингл был предварительно выпущен на стриминговых сервисах 29 апреля и полностью вышел 25 мая 2022 года.
В апреле 2023 года Milet выпустила песни «Kizuna no Kiseki» (яп. 絆ノ奇跡 Кидзуна но кисэки, «Чудесные узы») и «Koi Kogare» (яп. コイコガレ Кой когарэ, «Стремление») с японской рок-группой Man with a Mission, которые можно услышать в начальных и заключительных титрах третьего сезона аниме-сериала Истребитель демонов.
29 сентября 2023 года она выпустила сингл Anytime Anywhere, который стал закрывающей темой аниме-адаптации Sousou no Frieren.

## Дискография

### Студийные альбомы
| Название | Детали                                                                                        | Пиковые позиции (Billboard Japan) | Продажи        | Сертификаты                                                  |
| -------- | --------------------------------------------------------------------------------------------- | --------------------------------- | -------------- | ------------------------------------------------------------ |
| Eyes     | - Выпущен: 3 июня 2020 - Лэйбл: SME - Форматы: CD, CD+DVD, цифровая дистрибуция, стриминг     | 1                                 | Япония: 82,392 | Японская ассоциация звукозаписывающих компаний: Золотой диск |
| Visions  | - Выпущен: 2 февраля 2022 - Лэйбл: SME - Форматы: CD, CD+DVD, цифровая дистрибуция, стриминг  | 4                                 | Япония: 26,437 |                                                              |
| 5am      | - Выпущен: 30 августа 2023 - Лэйбл: SME - Форматы: CD, CD+DVD, цифровая дистрибуция, стриминг | 4                                 | Япония: 17,620 |                                                              |

Синглы
| Название           | Год  | Пиковые позиции (JPN Billboard) | Альбомы          |
| ------------------ | ---- | ------------------------------- | ---------------- |
| Checkmate          | 2021 | 100                             | Visions          |
| Omokage            | 2021 | 11                              | —                |
| Walkin' in My Lane | 2022 | 25                              | 5am              |
| Always You         | 2022 | 54                              | 5am              |
| Final Call         | 2022 | 64                              | 5am              |
| Kizuna no Kiseki   | 2023 | 2                               | —                |
| Koi Kogare         | 2023 | 25                              | 5am              |
| Anytime Anywhere   | 2023 | 55                              | Anytime Anywhere |

## Награды и номинации
| Год  | Награда                               | Номинированная работа | Категория                | Результат | Ссылка |
| ---- | ------------------------------------- | --------------------- | ------------------------ | --------- | ------ |
| 2019 | International Drama Festival in Tokyo | Inside You            | Theme Song Awards        | Победа    | [ 23 ] |
| 2019 | Recochoku Annual Ranking              | Сам исполнитель       | New Artist Ranking       | Победа    | [ 24 ] |
| 2021 | Space Shower Music Awards             | Сам исполнитель       | Best Breakthrough Artist | Номинация | [ 25 ] |
| 2021 | CD Shop Awards                        | Eyes                  | Finalist Award           | Победа    | [ 26 ] |